# 14-я гвардейская стрелковая дивизия
14-я гвардейская стрелковая Винницкая ордена Ленина Краснознамённая ордена Кутузова дивизия — воинское соединение Красной армии.
Сформирована в декабре 1923 года в Виннице как 96-я Винницкая стрелковая дивизия. С мая 1924 года — 96-я стрелковая дивизия. В 1931 году переведена на кадровую основу. В апреле 1940 года переформирована в горнострелковую. С 9 сентября 1941 года переформирована в 96-ю стрелковую дивизию.
С 4 января 1942 преобразована в 14-ю гвардейскую стрелковую дивизию.

## История

### Полное наименование
14-я гвардейская стрелковая Винницкая ордена Ленина  Краснознамённая ордена Кутузова дивизия имени Яна Фабрициуса, сформирована в ноябре 1923 года в г. Винница как 24-я стрелковая Подольская дивизия. С мая 1924 года — 96-я стрелковая дивизия. 1 сентября 1929 года дивизии было присвоено имя Яна Фабрициуса. В 1939 году дивизия участвовала в освободительном походе в Западную Украину.
В апреле 1940 года была переведена на штаты горнострелковой дивизии и стала 96-й горнострелковой дивизией.

### В Великой Отечественной войне
К началу Великой Отечественной войны в её состав входили 43, 155, 209, 651-й горнострелковые полки, 146-й лёгкий и 593-й гаубичный артиллерийские полки. Боевой путь дивизии в Великой Отечественной войне начался 22 июня 1941 на Южном фронте в районе г. Черновцы, действуя в составе войск 18-й, затем 9-й армии, она вела тяжёлые оборонительные бои за Первомайск, Николаев, Ростов-на-Дону.
В первых же боях бойцы и командиры дивизии проявили величайшую стойкость, выдержку и преданность Родине. В бою с превосходящими силами противника 209-й горнострелковый полк под командованием майора Г. В. Миклея в районе с. Тростянец Винницкой области уничтожил 42 танка и свыше 600 солдат и офицеров противника. Под Тарновкой этот полк разгромил крупный штаб, уничтожил 30 танков и 200 мотоциклов. В начале августа полк вёл тяжёлые оборонительные бои с превосходящими силами противника в районе Красногорки. Майор Миклей был тяжело ранен, но продолжал командовать полком и погиб. Посмертно он был удостоен звания Героя Советского Союза.

### 14-я гвардейская стрелковая дивизия
«За мужество и героизм личного состава, проявленные в боях с немецко-фашистскими захватчиками», дивизия была преобразована в 14-ю гвардейскую стрелковую дивизию (24 января 1942).
В январе 1942 в составе 37-й армии участвовала в Барвенково-Лозовской операции, затем была передана в 57-ю армию и вела упорные оборонительные бои на изюм-барвенковском направлении и в большой излучине Дона. С июля в составе 63-й, затем 21-й армии участвовала в оборонительном сражении под Сталинградом. В ходе контрнаступления в составе войск Юго-Западного фронта участвовала в разгроме 8-й итальянской армии и оперативной группы «Холлидт», а в январе-феврале 1943 года в наступательной операции Юго-Западного фронта в Донбассе, в марте — в отражении контрнаступлении немецких войск под Харьковом. Успешно действовала дивизия в Белгородско-Харьковской наступательной операции и при освобождении Левобережной Украины. Во взаимодействии с другими соединениями 57-й армии Степного фронта 26 сентября она форсировала р. Днепр в районе с. Шульговка и в октябре — декабре вела наступательные бои на криворожском направлении.
В Уманско-Ботошанской операции дивизия наступала в составе войск 5-й гв. армии 2-го Украинского фронта. За инициативные в решительные действия, способствовавшие освобождению г. Новоукраинка и важного железнодорожного узла Помошная, она была награждена орденом Красного Знамени (29 марта 1944). Форсировав с ходу реку Днестр, вела активные действия по расширению плацдарма в районе г. Григориополь.
В июле 1944 совместно с другими соединениями 5-й гв. армии была переброшена на 1-й Украинский фронт и участвовала в Львовско-Сандомирской операции.
В январе 1945 года дивизия в составе 5-й гвардейской армии принимала участие в Висло-Одерской операции, пройдя за три недели с боями на запад свыше 260 километров по территории Польши, форсировала реку Одер (22 января 1944). В боях на одерском плацдарме погиб командир дивизии гвардии генерал-майор В. В. Скрыганов, удостоенный за эту операцию звания Героя Советского Союза. Затем дивизия вела боевые действия при окружении крупной группировки противника в Бреслау (Вроцлав). «За образцовое выполнение боевой задачи при прорыве обороны немецко-фашистских войск» западнее г. Сандомир дивизия была награждена орденом Ленина (19 февраля 1945).
В Берлинской операции дивизия прорвала оборону противника на р. Нейсе в районе г. Мускау и в конце апреля совместно с другими соединениями и частями армии северо-восточнее Дрездена отразила контрудар крупной группировки немецких войск, стремившейся пробиться к Берлину. Активные боевые действия дивизии при взятии Дрездена были отмечены орденом Кутузова 2-й степени (4 июня). Боевой путь закончила в Чехословакии, где участвовала в Пражской наступательной операции.
После войны размещалась на территории Венгрии (управление в г. Папа). Расформирована 13 мая 1946 года.

## Награды и наименования
- декабрь 1923 года — присвоено наименование «Винницкая» при формировании в Виннице.
- 1 сентября 1929 года — присвоено имя Я. Ф. Фабрициуса
- 24 января 1942 года —  Почетное звание Гвардейская — присвоено приказом Народного комиссара обороны СССР от 24 января 1942 года за проявленную отвагу в боях за Отечество с немецкими захватчиками, за стойкость, мужество, дисциплину и организованность, за героизм личного состава.
- 29 марта 1944 года —  Орден Красного Знамени — награждена указом Президиума Верховного Совета СССР от 29 марта 1944 года за образцовое выполнение заданий командования в боях за освобождение города Ново-Украинка и важного железнодорожного узла Помошная и проявленные при этом доблесть и мужество.[4]
- 19 февраля 1945 года —  Орден Ленина — награждена указом Президиума Верховного Совета СССР от 19 февраля 1945 года за образцовое выполнение заданий командования в боях при прорыве обороны немецев западнее Сандомира и проявленные при этом доблесть и мужество.[5]
- 4 июня 1945 года —  Орден Кутузова II степени — награждена указом Президиума Верховного Совета СССР от 4 июня 1945 года за образцовое выполнение заданий командования в боях с немецкими захватчиками при овладении городом Дрезден и проявленные при этом доблесть и мужество.[6][7]

Награды частей дивизии:
- 36-й гвардейский стрелковый Силезский[8] орденов Кутузова[9] и Красной Звезды[10] полк;
- 38-й гвардейский стрелковый Висленский[11] Краснознамённый[12] (по преемственности от 209-го стрелкового полка 96-й стрелковой дивизии (1-го формирования)) ордена Александра Невского[10] полк;
- 41-й гвардейский стрелковый Ченстоховский[13] ордена Кутузова[14] полк;
- 33-й гвардейский артиллерийский Висленский[11] Краснознамённый[14] ордена Богдана Хмельницкого полк;
- 6-й отдельный гвардейский истребительно-противотанковый ордена Богдана Хмельницкого[15] дивизион

## Командование дивизии и частей
- до 1937 комбриг Гавриченко, Фёдор Николаевич (арестован и расстрелян)
- до 10.05.1938 комбриг Поляков, Василий Иванович (арестован и расстрелян)
- 00.10.1940 — 21.03.1941 генерал-майор Белов, Павел Алексеевич,
- 22.03.1941 — 30.05.1942 гвардии полковник, с 12.10.1941 гвардии генерал-майор Шепетов, Иван Михайлович
- 01.06.1942 — 25.01.1943 гвардии генерал-майор Грязнов, Афанасий Сергеевич
- 26.01.1943 — 08.09.1943 гвардии полковник Русаков, Владимир Васильевич
- 09.09.1943 — 29.01.1944 гвардии полковник Слатов, Георгий Павлович
- 03.01.1944 — 26.01.1945 гвардии полковник, с 13.09.1944 гвардии генерал-майор Скрыганов, Викентий Васильевич
- 26.01.1945 — 14.03.1945 гвардии полковник Горячев, Алексей Яковлевич
- 15.03.1945 — 20.04.1945 гвардии полковник Лосик-Савицкий, Сигизмунд Адольфович
- 21.01.1945 — ??.07.1945 гвардии полковник Сикорский, Павел Иванович
- ??.07.1945 — ??.06.1946 гвардии генерал-майор Самсонов, Василий Акимович

Командование частей
- 36-й гвардейский стрелковый полк:
- Дубина Максим Владимирович (16.02.1942 — 25.05.1942), пропал без вести
- Мадатян, Матевос Арестакович (23.06.1942 — 31.10.1942)
- Васильков Яков Федотович (04.09.1942 — 27.11.1942), умер от ран
- Ткаленко Пётр Фёдорович (17.12.1942 — 23.05.1943)
- Русаков Владимир Васильевич (с 18.12.1942)
- Попов Василий Яковлевич (23.05.1943 — 21.08.1943), ранен
- Воронков Сергей Александрович (01.09.1943 — 14.03.1944), ранен
- Гумеров Исхак Идрисович (13.09.1943 — 23.10.1943)
- Истогов Александр Спиридонович (23.10.1943 — 16.01.1944)
- Воронков Сергей Александрович (16.01.1944 — 08.12.1944)
- Попов Василий Яковлевич (29.04.1944 — 03.05.1944), умер от ран
- Колков Георгий Васильевич (с 08.12.1944)

- 38-й гвардейский стрелковый полк: (что-то много путаницы, не 2 полка было?)
- Оржаховский Степан Викторович (01.02.1942 — 25.05.1942), пропал без вести
- Ткаленко Пётр Фёдорович (17.02.1942 — 17.12.1942)
- Кравченко Фёдор Васильевич (06.06.1942 — 27.08.1943)
- Куренной Спиридон Дмитриевич (26.06.1942 — 08.07.1942)
- Габелай Елизбар Еристович (26.06.1942 — 25.12.1942)
- Рудник Спиридон Романович (с 31.10.1942)
- Хожулин Григорий Андреевич (13.12.1942 — 09.02.1943)
- Морозов Александр Яковлевич (23.01.1943 — 04.07.1943)
- Жинжиков Сергей Васильевич (26.03.1943 — 18.05.1943)
- Савченков Яков Степанович (18.05.1943 — 05.06.1943)
- Захарченко Афанасий Иванович (27.08.1943 — 17.12.1945)
- Писарев Ардальон Гаврилович (17.12.1945 — 21.08.1946)

- 41-й гвардейский стрелковый полк: (до 24.01.1942 был 651 сп 96 сд (1ф))
- Иванов Павел Иванович (16.10.1941 — 25.02.1943), ранен
- Гаврилов Матвей Алексеевич (по 22.06.1942)
- Жинжиков Сергей Васильевич (18.05.1943 — 29.07.1943), ранен
- Данилов Михаил Ксенофонтович (с 08.12.1944)
- Мезенцев Семён Иванович (с 04.04.1945)

## Состав
Новая нумерация частям дивизии присвоена в феврале 1942 г.
- 36-й гвардейский стрелковый полк;
- 38-й гвардейский стрелковый полк;
- 41-й гвардейский стрелковый полк;
- 33-й гвардейский артиллерийский полк;
- 6-й отдельный гвардейский истребительно-противотанковый дивизион;
- 11-я отдельная гвардейская разведывательная рота;
- 13-й отдельный гвардейский сапёрный батальон;
- 16-я отдельный гвардейский батальон связи;
- 487-й (17-й) медико-санитарный батальон;
- 8-я отдельная гвардейская рота химической защиты;
- 506-я (9-я) автотранспортная рота;
- 613-я (15-я) полевая хлебопекарня;
- 586-й (1-й) дивизионный ветеринарный лазарет;
- 1455-я полевая почтовая станция;
- 362-я полевая касса Госбанка.

Периоды вхождения в состав Действующей армии:
- 24.01.42—10.06.42
- 12.07.42—25.06.44
- 13.07.44—11.05.45

Перечень № 5 Стрелковых, горнострелковых, мотострелковых и моторизованных дивизий, входивших в состав действующей армии в годы Великой Отечественной войны 1941—1945 гг. / А. П. Покровский. — М.: Министерство обороны, 1956. — 218 с.

## Подчинение
| Дата            | Фронт (округ)                | Армия                 | Корпус                             |
| --------------- | ---------------------------- | --------------------- | ---------------------------------- |
| 01.02.1942 года | Южный фронт                  | 37-я армия            |                                    |
| 01.03.1942 года | Южный фронт                  | 57-я армия            |                                    |
| 01.06.1942 года | Юго-Западный фронт           | 57-я армия            |                                    |
| 01.07.1942 года | Сталинградский военный округ |                       |                                    |
| 01.08.1942 года | Сталинградский фронт         | 63-я армия            |                                    |
| 01.10.1942 года | Донской фронт                | 63-я армия            |                                    |
| 01.11.1942 года | Юго-Западный фронт           | 21-я армия            |                                    |
| 01.12.1942 года | Юго-Западный фронт           | 1-я гвардейская армия | 14-й стрелковый корпус             |
| 01.01.1943 года | Юго-Западный фронт           | 3-я гвардейская армия | 14-й стрелковый корпус             |
| 01.05.1943 года | Юго-Западный фронт           | 57-я армия            | 27-й гвардейский стрелковый корпус |
| 01.08.1943 года | Юго-Западный фронт           | 6-я армия             | 27-й гвардейский стрелковый корпус |
| 01.09.1943 года | Степной фронт                | 57-я армия            | 64-й стрелковый корпус             |
| 01.11.1943 года | 2-й Украинский фронт         | 57-я армия            |                                    |
| 01.12.1943 года | 2-й Украинский фронт         |                       |                                    |
| 01.01.1944 года | 2-й Украинский фронт         | 53-я армия            | 48-й стрелковый корпус             |
| 01.03.1944 года | 2-й Украинский фронт         | 5-я гвардейская армия | 48-й стрелковый корпус             |
| 01.04.1944 года | 2-й Украинский фронт         | 5-я гвардейская армия | 33-й гвардейский стрелковый корпус |
| 01.07.1944 года | Резерв Ставки ВГК            | 5-я гвардейская армия | 33-й гвардейский стрелковый корпус |
| 01.08.1944 года | 1-й Украинский фронт         | 5-я гвардейская армия | 33-й гвардейский стрелковый корпус |
| 01.10.1944 года | 1-й Украинский фронт         | 5-я гвардейская армия | 101-й стрелковый корпус            |
| 01.11.1944 года | 1-й Украинский фронт         | 5-я гвардейская армия | 33-й гвардейский стрелковый корпус |

## Отличившиеся воины дивизии
Герои Советского Союза:
- Анохин, Сергей Григорьевич, гвардии подполковник, командир 33-го гвардейского артиллерийского полка.
- Бернацкий, Дмитрий Васильевич, гвардии капитан, адъютант старший стрелкового батальона 38-го гвардейского стрелкового полка.
- Бодня, Василий Григорьевич, гвардии сержант, помощник командира взвода 35-го гвардейского стрелкового полка.
- Гвенцадзе, Иван Николаевич, гвардии лейтенант, командир батареи 33-го гвардейского артиллерийского полка.
- Грязнов, Андрей Васильевич, гвардии старший лейтенант, заместитель командира 11-й гвардейской отдельной разведывательной роты.
- Ильин, Пётр Иванович, гвардии старший сержант, командир огневого взвода 6-го гвардейского отдельного истребительно-противотанкового дивизиона.
- Корсаков, Пётр Иванович, гвардии старший сержант, командир орудия 33-го гвардейского артиллерийского полка.
- Кувашев, Александр Фёдорович, гвардии капитан, командир батальона 38-го гвардейского стрелкового полка.
- Обедняк, Николай Иванович, гвардии красноармеец, разведчик 11-й гвардейской отдельной разведывательной роты.
- Сидоров, Иван Захарович, гвардии старший лейтенант, заместитель командира роты по политической части 38-го гвардейского стрелкового полка.
- Скрыганов, Викентий Васильевич, гвардии генерал-майор, командир дивизии.
- Токарев, Егор Акимович, разведчик, 11-й гвардейской отдельной разведывательной роты.
- Ханжин, Павел Семёнович, гвардии младший лейтенант, командир взвода разведки 38-го гвардейского стрелкового полка.
- Хакимов, Оразберды, гвардии майор, заместитель командира 36-го гвардейского стрелкового полка.
- Чеботков, Михаил Андреевич, гвардии красноармеец, разведчик 11-й гвардейской отдельной разведывательной роты.
- Шопин, Александр Самойлович, гвардии лейтенант, командир взвода 11-й гвардейской отдельной разведывательной роты.

 Кавалеры ордена Славы 3-х степеней
- Буйневич, Иван Семёнович, гвардии сержант, командир отделения пешей разведки 41 гвардейского стрелкового полка.
- Кивгила, Николай Григорьевич, гвардии младший сержант, помощник командира взвода 41 гвардейского стрелкового полка.[18]
- Кривошея, Сергей Терентьевич, гвардии старший сержант, командир орудийного расчёта 38 гвардейского стрелкового полка.[19]
- Мазорчук, Лаврентий Фёдорович, гвардии старший сержант, пулемётчик отдельной зенитно-пулемётной роты дивизии.[20]
- Родионов, Пётр Михайлович, гвардии сержант, командир отделения взвода пешей разведки 41 гвардейского стрелкового полка.

За время войны более 7,5 тысяч воинов дивизии были награждены орденами и медалями.